# Trio per a piano en la major (atribuït a Brahms)
El Trio per a piano en la major, atribuït a Johannes Brahms com a Anh. 4/5, està instrumentat per a piano, violí i violoncel. Brahms és conegut per haver destruït moltes de les seves obres quan aquestes no assolien els seus propis estàndards de qualitat. Aquest trio per a piano podria ser una de les excepcions en haver escapat de les flames.

## Història del manuscrit

### Descoberta i publicació
El trio va aparèixer a la llum el 1924 quan va ser descobert entre els papers del musicòleg Ernst Bucken que els havia heretat del col·leccionista musical de Bonn, Erich Preiger. Malgrat que el manuscrit no tenia una portada i hi havia la lletra d'un desconegut copista més que la cal·ligrafia de Brahms, Bucken va creure que l'obra era de Brahms basant-se en les semblances estilístiques entre aquesta obra recentment descoberta i el Trio per a piano núm. 1 en si major, Op. 8 i el fet que se sabia per una carta de Schumann que amb anterioritat a la publicació del Trio Op. 8, n'havia compost molts d'altres.
El trio fou publicat per Breitkopf & Härtel l'any 1938, en una edició editada per Bucken i Karl Hasse. El manuscrit original, malauradament, va desaparèixer poc després de sortir publicat.

### Autoria
L'atribució del trio a Brahms per Bucken va ser discutida un any després de sortir publicada en un article de Richard Fellinger, qui opinava que si bé, aparentment, estava compost en la dècada de 1850, ho hagués fet un amic de Brahms, Albert Dietrich.
McClelland apunta que tot i que la majoria dels experts creuen que Brahms no va compondre aquest trio, s'han proposat poques alternatives a l'autoria de Dietrich. Christiansen, en el seu article, argumenta que mentre algunes parts del trio semblen de Brahms, especialment el tema inicial del segon moviment, altres parts evoquen a Beethoven, Schubert, Schumann i, fins i tot, Dvořák; així, conclou que el trio pot ser obra d'una etapa primerenca del desenvolupament creatiu de Brahms, o per un compositor de talent que es movia en cercles similars als de Brahms, però que mai va arribar a destacar.

## Estructura
El trio consta de quatre moviments:
1. Moderato
2. Vivace — Trio
3. Lento
4. Presto

El primer moviment, en la forma sonata, comença amb una melodia tranquil·la, compartida entre el piano i el violoncel, construïda en el registre greu d'una manera comparable a l'inici del Trio per a piano núm. 1, Op. 8; el segon tema és més extravertit.
El segon moviment és un scherzo animat en fa# menor, construït de manera similar al primer moviment, ja que s'inicia en el registre greu; contrasta amb un trio gentil en si major. El retorn del scherzo es construeix un altre cop en un clímax turbulent, galopant i acaba bruscament sense cap coda.
El tercer moviment, Lento, en re major, comença amb un passatge d'acords del piano, que passa a ser un duet de corda amb el piano en la part central de la textura; la segona idea temàtica s'assembla a una marxa fúnebre en si menor.
El moviment final comença amb un tema ràpid, amb un descens cromàtic i una conducció vigorosa; aquestes característiques també són present el un joiós segon tema.